# El puente de los suspiros (canción)
«El puente de los suspiros» es una canción de 1960 compuesta por la letrista peruana de música criolla Chabuca Granda. La canción fue publicada en el álbum Dialogando..., editado por Iempsa, donde Chabuca hacía dueto con el guitarrista Óscar Avilés.

## Historia
Este vals peruano pertenece a la primera etapa musical de Chabuca, en la que su fuente de inspiración fue la ciudad de Lima de principios del siglo XX. La canción está inspirada en el Puente de los Suspiros, ubicado en el distrito limeño de Barranco, donde la autora vivió su niñez. Posteriormente el municipio barranquino colocó un monumento a la cantante al lado del puente en agradecimiento a Chabuca.

## Versiones
En el disco homenaje A Chabuca de 2017, producido por Susana Roca Rey y Mabela Martínez, nominado al Grammy Latino, el cantante argentino Juan Carlos Baglietto fue el encargado de versionar esta canción.